# Tonkin
Le Tonkin, aussi appelé tonkinésie, écrit parfois Tongkin ou Tong-king, est un nom jadis utilisé pour désigner la partie septentrionale du Viêt Nam actuel.
Localement, le Tonkin est connu sous la dénomination de Bắc Kỳ (北圻), signifiant « Nord (dans la) frontière ». Les géographes chinois l'appelaient en vietnamien Đàng Ngoài (唐外), soit le « circuit extérieur » par opposition à la Cochinchine, Đàng Trong (唐中) ou « circuit intérieur ».
Le Tonkin était parfois orthographié Tunquin au XVIIIe siècle, comme par Voltaire dans Le Philosophe ignorant.
À partir de 1884, le nom devient celui d'un protectorat français, l'une des six composantes de l'Indochine française.

## Géographie
Situé entre la Chine au nord, le Laos à l'ouest, l'ancien Annam ou Cochinchine méridionale (Trung Bô actuel) au sud et le golfe du Tonkin à l'est, le Tonkin forme un quadrilatère écorné d'environ 700 km sur 700 km. Sa superficie s'élève à 115 700 km2. L'hiver est froid et brumeux. La saison des grandes pluies, véritable mousson après une courte période chaude et sèche, se place surtout de mai à août. L'été est très chaud. Le littoral est souvent ravagé par des ouragans et typhons après juin ou juillet.
Dans le delta fertile du fleuve Rouge où les eaux du Sông-kôï et Sông-bo (actuelle rivière Noire ou Song Da) se mêlent, fleuves caractérisés autrefois par leurs puissantes inondations, la production de riz est importante. Les vallées alluvionnaires du Bas-Tonkin, denses en population, accueillent les principales agglomérations urbaines et industrielles : Hanoï, Hải Phòng, Nam Dinh, Bắc Ninh, Sôn Tây, Hạ Long (également appelé Hong Gai ou Hon Gay), etc.
Le Tonkin est par ailleurs une des régions les plus montagneuses du Sud-Est asiatique, les reliefs montagneux étant situés au nord et à l'ouest. Le fleuve Rouge sépare les reliefs en deux grandes régions : 
- au nord du fleuve Rouge, on trouve des montagnes de moyenne altitude (jusqu'à 2 400 m) caractérisées par deux systèmes de plissements avec d'une part des arcs montagneux tournés vers le sud et d'autre part une série de zones accidentées nord-ouest/sud-est avec une gouttière principale et des petits bassins (plaine de Cao Bang, de Lang Son, etc.) séparés par des blocs massifs. Leur géologie est variée puisqu'on y trouve du calcaire sur les plateaux et du granite formant des reliefs arrondis ;
- au sud du fleuve Rouge et jusqu'au Mékong, les reliefs sont massifs. On y trouve des chaînons granitiques (3 143 m au Fansipan) et des plateaux calcaires à proximité de la frontière chinoise.

Les populations peu nombreuses du Haut-Tonkin sont principalement originaires des populations thaïs et de la province chinoise du Yunnan. Les hauts massifs sont peuplés par les Mong et les Mảng au nord du fleuve Rouge. Au sud du fleuve Rouge, le peuplement se réduit fortement et les groupes ethniques sont très variés : les Mong à l'est, les Thaïs à l'ouest, les Akha et les Mảng se répartissant un peu partout.

## Histoire

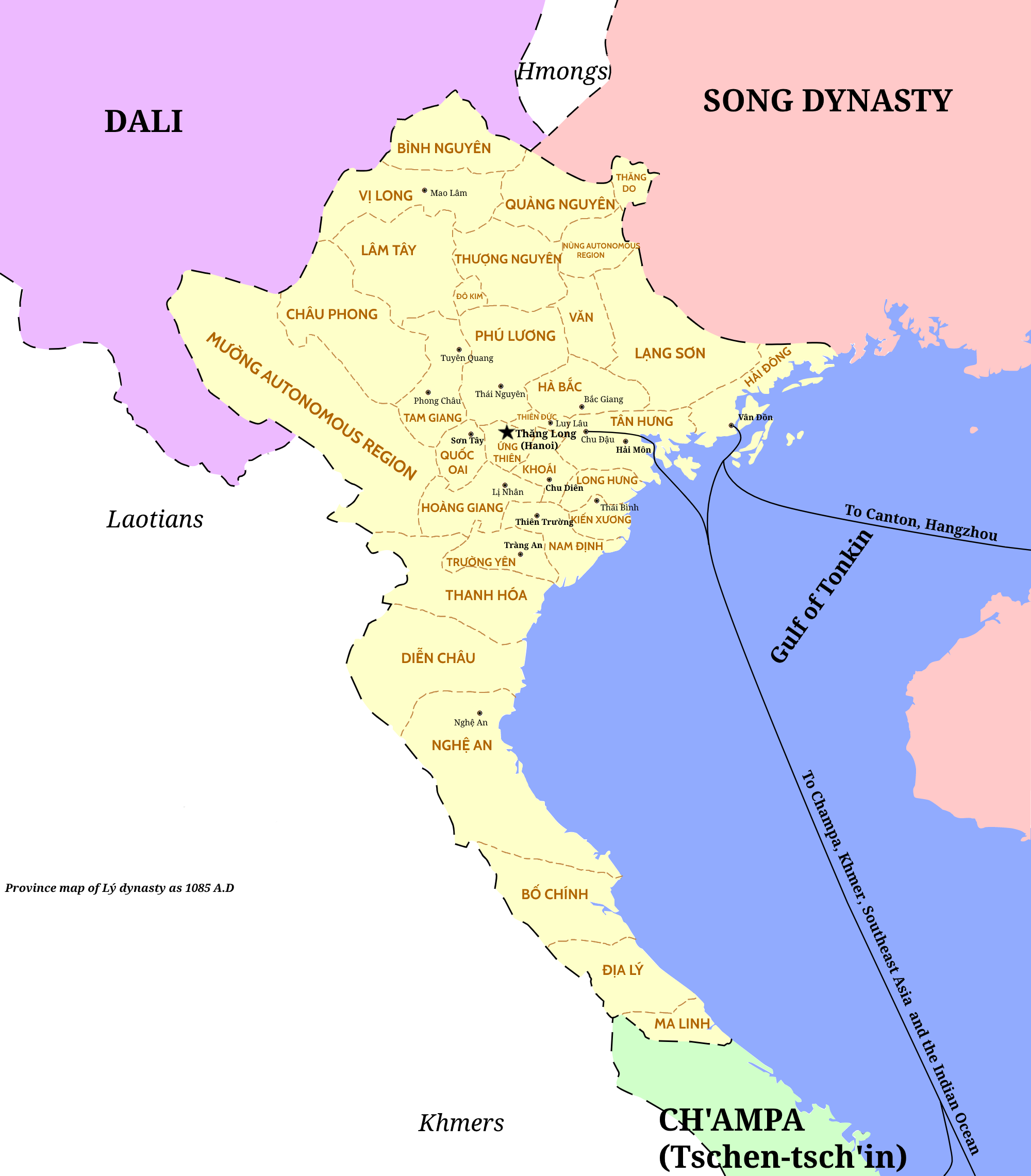
La région vers 1085.

### Histoire antérieure auXIXesiècle
Le Tonkin est une dépendance de l'Empire chinois médiéval. La ville de Hanoï en est la capitale dès le VIIe siècle, elle portait alors le nom chinois de « 東京 » (sinogrammes qui se prononceraient en mandarin actuel dongjing, signifiant « capitale de l'Est »). Les mêmes caractères chinois caractérisant la capitale du Tonkin chinois sont utilisés pour écrire le nom de la ville de Tokyo, que ce soit en mandarin ou en kanji, le système logographique chinois utilisé pour écrire le japonais.
Le Đại Việt (大越) s'émancipe de la tutelle chinoise à partir de 968. Quatre dynasties autonomes assument à tour de rôle un pouvoir régalien jusqu'en 1414, date à laquelle un éphémère joug impérial chinois s'impose jusqu'en 1428. La dynastie émergente des Lê s'impose jusqu'en 1788. À compter du XVIe siècle, cependant, les Lê sont réduits à un rôle purement symbolique et le pays est dominé par deux familles rivales de seigneurs, la famille Trinh, qui contrôle le Nord, tandis que la famille Nguyễn contrôle le Sud. Le terme Tonkin est dès lors repris par les Occidentaux pour désigner le territoire des Trịnh, tandis que celui des Nguyễn reçoit celui de Cochinchine. À partir de 1802, le Tonkin est tout entier dominé par l'empire de Gia Long de la dynastie des Nguyễn qui règne à Hué. Le mot Tonkin demeure cependant en usage pour désigner le Nord du Viêt Nam, tandis que celui de Cochinchine désigne le Sud.

### Sous les Français

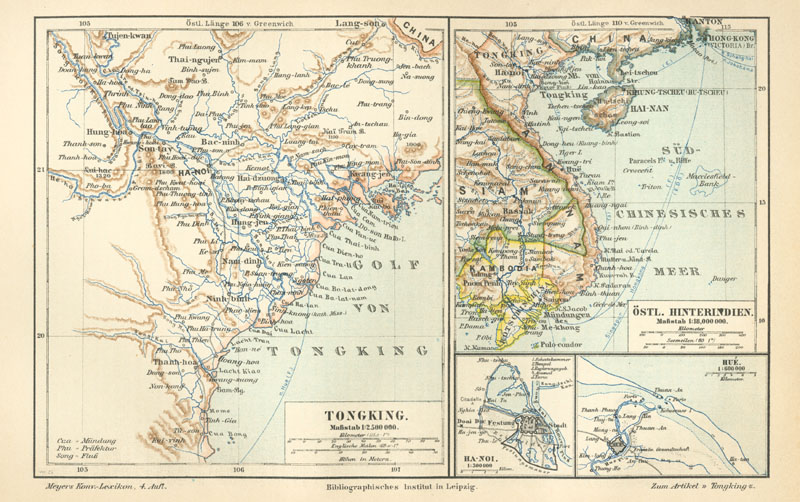
Carte allemande du Tonkin.

#### Les prémices
En 1867, la marine française présente dans le delta du Mékong dans sa colonie de Cochinchine s'intéresse aux terres plus au nord du royaume d'Annam et du Tonkin qui sont évangélisées par les Missions étrangères de Paris depuis la fin du XVIIe siècle. Le Français Mgr Pallu est ainsi le premier évêque à la fin du XVIIe siècle à être nommé vicaire apostolique du Tonkin occidental. Les militaires y relèvent plusieurs langues, parmi lesquelles l'importance d'un dialecte supposé chinois. La religion est bouddhiste, mais s'impose au fil des années une importante communauté chrétienne qui atteint plus de 130 000 âmes vers 1870.
La capitale Kécho et les principaux ports du Tonkin sont fermés aux Européens. Aussi la situation de commerce actif entre le Tonkin et la Chine aiguise les appétits coloniaux. Un inventaire du Tonkin avant 1880 mentionne de multiples richesses :
- des fabrications de soieries, de toile de coton et des ouvrages en laque,
- des mines d'or, d'argent, de fer et d'étain productive. Les mines d'argent en exploitation produisent 6 tonnes par an,
- des récoltes de riz, de maïs et de patates douces,
- une exploitation intense de cocotiers, d'aréquiers et de canne à sucre,
- des plantations de thé vert,
- de riches forêts encore sauvages, habitées par l'éléphant d'Asie, le tigre, le léopard, l'ours et le rhinocéros. Elles recèlent de nombreuses variétés de bois : teck, ébénier, bois de rose, bois-d'aigle, guttien-gommier…

Écoutant les conseils de la marine qui met sur pied une flottille de Tonkin et des chambres de commerce, Jules Ferry arguant devant le parlement de bonnes raisons de pacification et de mission de civilisation, couvre les opérations militaires sur la partie de l'Empire d'Annam restée indépendante. L'incident de Lạng Sơn, en mars 1885, provoque en France une crise politique - dite l'« affaire du Tonkin » qui entraîne la chute du gouvernement Ferry. Les Français parviennent cependant à leurs fins lorsque les Chinois reconnaissent, par le traité de Tianjin, leur protectorat sur le Tonkin.

#### Protectorat

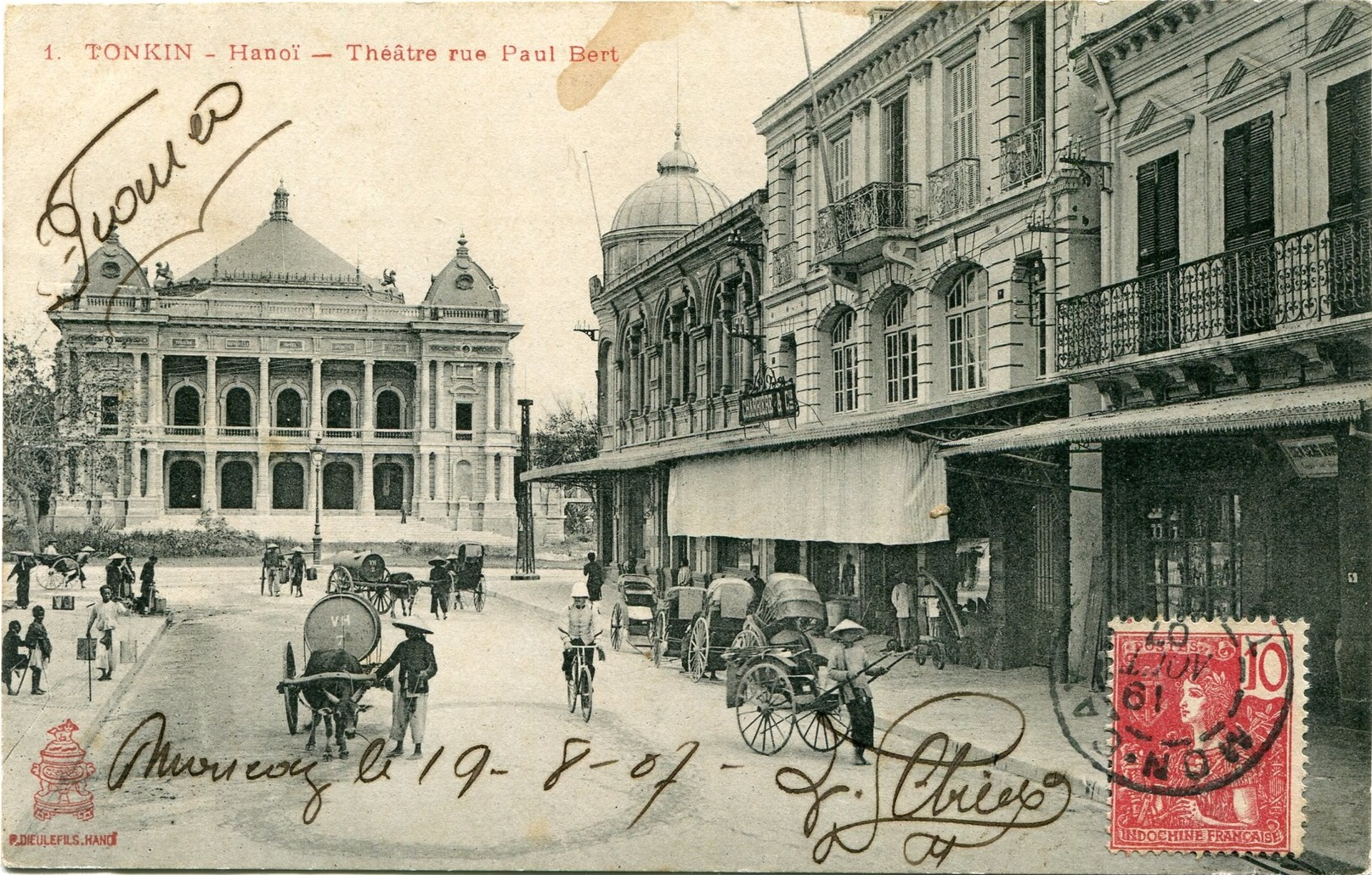
Vue de la rue Paul Bert et du théâtre municipal d'Hanoï vers 1915.

La France assume la souveraineté sur le Tonkin et l'Annam après la difficile guerre franco-chinoise de 1881 à 1885. La capitale du Tonkin sous protectorat est installée à Hanoï en utilisant le nom de la capitale en vietnamien pour la totalité de la région. La longue bande territoriale de l'Annam – également sous protectorat – garde la capitale impériale à Hué où se trouve la Cité pourpre interdite. Le Tonkin pacifié est intégré dans l'Union indochinoise en 1887. Un an auparavant la cathédrale Saint-Joseph de Hanoï est consacrée par Mgr Puginier.
Hanoï devient la capitale de l'Union indochinoise (avec ses six composantes : Tonkin, Annam, Cochinchine, Cambodge, futur Laos, ainsi que le comptoir du Kouang-Tchéou-Wan en Chine) en 1901, succédant à Saïgon, sous le gouvernorat de Paul Doumer. Ce dernier fait construire la nouvelle résidence du gouverneur de l'Indochine française et celle du Résident Supérieur du Tonkin à Hanoï.
L'histoire du Tonkin se confond ensuite avec celle de l'Indochine française, puis du Nord Viêt Nam et enfin du Viêt Nam actuel.

## Références connexes

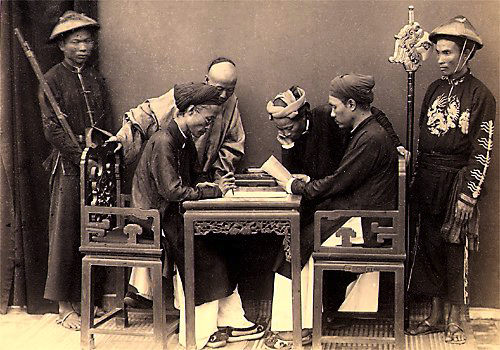
Lettrés et interprètes à la résidence de Hanoï vers 1885, photographiés par le docteur Hocquard.

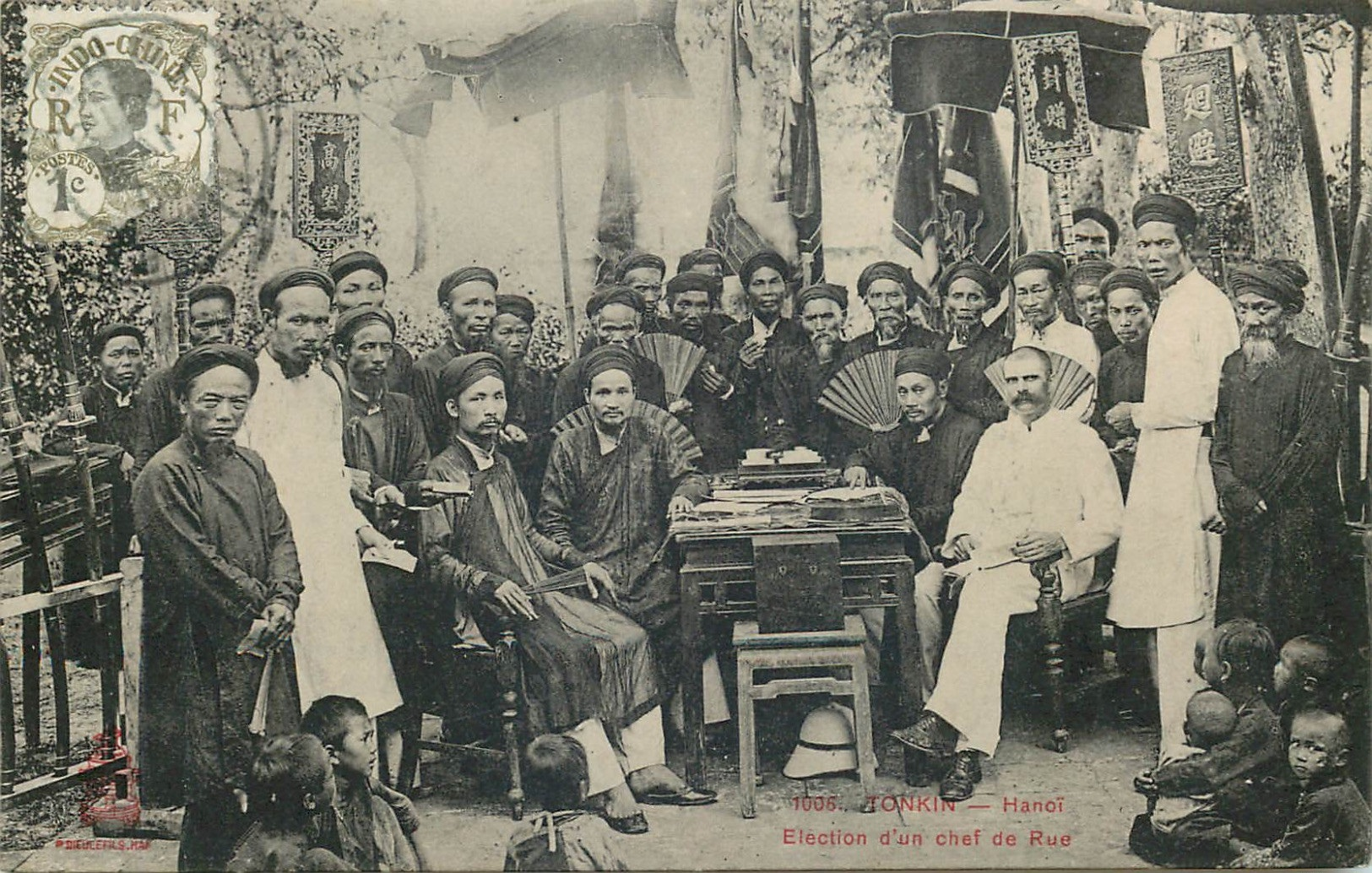
Élection d'un chef de rue à Hanoï vers 1910.